# Bomin
Choi Bo-min (em coreano: 최보민; 24 de agosto de 2000), conhecido profissionalmente pelo monônimo Bomin, é um cantor, ator e apresentador sul-coreano. Ele é integrante e dançarino principal do boy group sul-coreano Golden Child. Ele fez sua estreia como ator com um papel principal no web-drama A-TEEN 2 (2019) e foi o anfitrião do programa musical Music Bank da KBS de 5 de julho de 2019 a 17 de julho de 2020.

## Infância
Nasceu em 24 de agosto de 2000, em Giheung-gu, Yongin, província de Gyeonggi, Coreia do Sul. Bomin frequentou a Hanlim Multi Art School.

## Carreira

### 2017 – presente: Debut com Golden Child e Atividades solo
Antes da estreia, em maio de 2017, Bomin apareceu no MV de Lovelyz single Now, We.
Bomin estreou oficialmente com Golden Child em 28 de agosto de 2017 com seu primeiro EP "Gol-cha !", com um total de seis faixas, incluindo a faixa-título "DamDaDi". Seu showcase de estreia aconteceu no Blue Square iMarket Hall no mesmo dia do lançamento do álbum.
Bomin fez sua estréia como ator na segunda temporada de A-TEEN, interpretando o papel de Ryu Joo-ha. Em maio, Bomin se juntou ao elenco do reality show Law of the Jungle da SBS nas ilhas Chatham. Em junho de 2019, o Bomin foi nomeado o modelo oficial da marca da empresa de cosméticos Lilybyred.
Bomin tem apresentado o programa musical Music Bank com a atriz Shin Ye-eun desde julho de 2019. Bomin foi escalado para a comédia romântica Melting Me Softly.
Bomin atuou como Hwang Ji Hoon [filho de um estudante universitário/Byung Shim] no melting me softly, que foi seu primeiro papel dramático.
Bomin também estava em um drama da web romcom que contém os membros de seu grupo e todos eles estavam agindo como eles próprios.
Batida! Reunião insignificante e Crash! Colegas de quarto insignificantes.
Em setembro de 2020, Bomin desempenhou o papel de Seo Ji-ho no drama de fantasia da "18 Again" da JTBC. Em outubro de 2020, Bomin estrelou um CF, ou filme comercial, para o LG Wing.
Em fevereiro de 2021, Bomin foi nomeado modelo oficial da marca de cosméticos Etude.

## Filmografia

### Séries de televisão
| Ano  | Título            | Função        | Rede | Ref.   |
| ---- | ----------------- | ------------- | ---- | ------ |
| 2019 | Melting Me Softly | Hwang Ji-hoon | tvN  | [ 14 ] |
| 2020 | 18 Again          | Seo Ji-ho     | JTBC | [ 15 ] |

### Serie da web
| Ano  | Título        | Função     | Rede     | Notas                  | Ref.   |
| ---- | ------------- | ---------- | -------- | ---------------------- | ------ |
| 2019 | A-TEEN 2      | Ryu Joo-ha | TV Naver | Papel principal        | [ 5 ]  |
| 2020 | Twenty-Twenty | Ryu Joo-ha | TV Naver | Breve aparição (Ep. 1) | [ 16 ] |

### Programas de variedades
| Ano       | Título                               | Função           | Rede | Notas           | Ref.   |
| --------- | ------------------------------------ | ---------------- | ---- | --------------- | ------ |
| 2019      | Law of the Jungle in Chatham Islands | Membro do elenco | SBS  | Ep. 360-362     | [ 6 ]  |
| 2019-2020 | Music Bank                           | Hospedeiro       | KBS2 | com Shin Ye-eun | [ 8 ]  |
| 2020      | Soomi's Side Dishes                  | Membro do elenco | tvN  |                 | [ 17 ] |

## Prêmios e indicações
| Ano  | Prêmio                        | Categoria                            | Trabalho Nomeado | Resultado | Ref.   |
| ---- | ----------------------------- | ------------------------------------ | ---------------- | --------- | ------ |
| 2019 | V Live Awards                 | Favorite Web Series Actor            | A-TEEN 2         | Venceu    | [ 18 ] |
| 2019 | 2019 KBS Entertainment Awards | Best Couple Award (with Shin Ye-eun) | Music Bank       | Venceu    | [ 19 ] |
| 2019 | 2019 KBS Entertainment Awards | Rookie Award                         | Music Bank       | Indicado  | [ 19 ] |